# Ungarische Badmintonmeisterschaft 2016
Die Ungarische Badmintonmeisterschaft 2016 fand am 9. und 10. April 2016 in Budapest statt.

## Sieger und Platzierte
| Disziplin    | Gold                                | Silber                       | Bronze                            |
| ------------ | ----------------------------------- | ---------------------------- | --------------------------------- |
| Herreneinzel | Gergely Krausz                      | József Mester                | Dániel Gradwohl                   |
| Herreneinzel | Gergely Krausz                      | József Mester                | Bence Pytel                       |
| Dameneinzel  | Laura Sárosi                        | Réka Madarász                | Daniella Gonda                    |
| Dameneinzel  | Laura Sárosi                        | Réka Madarász                | Orsolya Varga                     |
| Herrendoppel | Gergely Krausz Márton Szatzker      | Balázs Boros Ákos Varga      | Péter Letsch Levente Nagy-Szabó   |
| Herrendoppel | Gergely Krausz Márton Szatzker      | Balázs Boros Ákos Varga      | Márk Szent-Andrássy Csaba Szikra  |
| Damendoppel  | Ágnes Kőrösi Orsolya Varga          | Csilla Fórián Daniella Gonda | Nóra Hircze Dóra Kömives          |
| Damendoppel  | Ágnes Kőrösi Orsolya Varga          | Csilla Fórián Daniella Gonda | Rita Holka Réka Sándor            |
| Mixed        | Gergely Krausz Nikoletta Bukoviczki | Csaba Szikra Réka Madarász   | Márton Szatzker Bianka Bukoviczki |
| Mixed        | Gergely Krausz Nikoletta Bukoviczki | Csaba Szikra Réka Madarász   | József Mester Daniella Gonda      |